# ان میرا
ان میرا (انگلیسی: Anne Meara؛ زادهٔ ۲۰ سپتامبر ۱۹۲۹ – درگذشته ۲۳ مهٔ ۲۰۱۵) هنرپیشه اهل ایالات متحده آمریکا و همسر جری استیلر و مادر بن استیلر و ایمی استیلر بود. وی از سال ۱۹۵۴ میلادی تا پایان عمر مشغول فعالیت هنری بود.
او در فیلم خط صورتی نازک، یک ماهی در وان حمام و مسافران روز بازی کرده است.